# Nossa Senhora das Dores (Sergipe)
Nossa Senhora das Dores is een gemeente in de Braziliaanse deelstaat Sergipe. De gemeente telt 24.747 inwoners (schatting 2009).